# Асоціація футболу Уругваю
Асоціація футболу Уругваю (ісп. Asociación Uruguaya de Fútbol або AUF) — головний орган управління футболом в Уругваї. Заснована у 1900 році та стали членом ФІФА у 1923. Є членом-засновником КОНМЕБОЛ та відповідає за національні збірні (в тому числі збірну Уругваю з футболу) та національний чемпіонат. Штаб-квартира знаходиться у Монтевідео.